# Olé Coltrane
Olé Coltrane je studiové album amerického jazzového saxofonisty Johna Coltranea. Jeho nahrávání probíhalo v květnu 1961 v A&R Studios v New Yorku pod produkcí Nesuhi Ertegüna. Album pak vyšlo v únoru 1962 u vydavatelství Atlantic Records jako deváté a poslední Coltraneovo album pro toto vydavatelství.

## Seznam skladeb
| Pořadí | Název                                                                     | Délka |
| ------ | ------------------------------------------------------------------------- | ----- |
| 1.     | Olé                                                                       | 18:17 |
| 2.     | Dahomey Dance                                                             | 10:53 |
| 3.     | Aisha                                                                     | 7:40  |
| 4.     | Original Untitled Ballad (To Her Ladyship) (bonus na reedici z roku 2000) | 9:00  |

## Obsazení
- John Coltrane – sopránsaxofon, altsaxofon, tenorsaxofon
- Freddie Hubbard – trubka
- Eric Dolphy – flétna, altsaxofon
- McCoy Tyner – klavír
- Reggie Workman – kontrabas
- Art Davis – kontrabas
- Elvin Jones – bicí